# Cheleocloeon carinatum
Cheleocloeon carinatum is een haft uit de familie Baetidae. De wetenschappelijke naam van de soort is voor het eerst geldig gepubliceerd in 1993 door Wuillot.
De soort komt voor in het Afrotropisch gebied.